# Gaesoju
Gaesoju (auch Kae-Soju) ist ein koreanisches Tonikum aus gekochtem Hund. Hierfür wird der Hund nach dem Schlachten in einem Schnellkochtopf bis zu 6 Stunden gekocht. Der nun „verflüssigte“ Hund wird dann mit Kräutern gemischt und in andere Behälter geseiht. Nach alten Bräuchen soll es gegen Arthritis und Rheumatismus hilft.